# Katarzyna Gdaniec
Katarzyna Gdaniec (* 21. März 1965 in Skórcz (deutsch Skurz)) ist eine polnische Balletttänzerin und Choreografin. Sie wurde mit Marco Cantalupo 2012 mit dem «Grand Prix de la danse» der Waadtländer Kulturstiftung ausgezeichnet, den vor ihnen nur Philippe Saire erhielt.

## Leben
Gdaniec gewann 1974 die Junioren-Europameisterschaft im Kunstturnen. Anschließend studierte sie Ballett an der Vaganova-Akademie in Leningrad und an der Nationalen Tanzschule in Danzig, wo sie Stipendiatin des Nationalen Kinderhilfswerks war. Sie gewann den ersten Preis beim Danziger Nationalwettbewerb und den «Prix de Lausanne» beim 11. Internationalen Wettbewerb für junge Tänzer in Lausanne.
Von 1985 bis 1992 tanzte Gdaniec als Solistin des Ballet du XXe siècle von Maurice Béjart. Dort machte sie ab 1987 ihre ersten Choreografien, die sie im Rahmen der «Young Choreographers» des Ballets präsentierte.
Im Jahr 1992 gründete Gdaniec mit Marco Cantalupo die Compagnie Linga am Theater L’Octogone in Pully, in der sie auch Choreografin ist. In 20 Jahren entstanden 50 choreografische Werke. Einige ihrer Werke erhielten Preise und Auszeichnungen oder gehören wie das «Concerto» zum Repertoire der Opern von Ankara, Florenz und Lissabon.
Im Jahr 1997 saß Gdaniec in der Jury der siebten Eurovision Young Dancers.

## Auszeichnungen
- Grand prix de la Fondation vaudoise pour la culture, 2012.
- Prix de Lausanne, 1983.[3]